# دوگان (نظریه رسته‌ها)
در نظریه رسته‌ها که شاخه ای از ریاضیات است، دوگان تناظری بین خواص یک رسته {\displaystyle C} و خواص دوگان رسته متضادش {\displaystyle C^{op}} می باشد. اگر حکمی در رسته {\displaystyle C} داده شده باشد، با عوض کردن مبدأ (منبع) و مقصد (هدف) هر ریخت، به علاوه تغییر ترتیب ترکیب هر دو ریخت آن، یک حکم دوگان متناظر با آن در رسته متضاد {\displaystyle C^{op}} بوجود خواهد آمد. لذا دوگان، آنگونه که توصیف شد، عملیاتی است که تحت آن درستی گزاره ها ناوردا خواهد ماند. به بیان دیگر، اگر یک گزاره در مورد {\displaystyle C} درست باشد، آنگاه دوگان آن در مورد {\displaystyle C^{op}} نیز درست است. همچنین، اگر یک گزاره در مورد {\displaystyle C} نادرست باشد، آنگاه دوگان آن در مورد {\displaystyle C^{op}} نیز باید نادرست باقی بماند.
اگر رسته‌ای چون {\displaystyle C} داده شده باشد، معمولاً رسته متضاد آن {\displaystyle C^{op}} به خودی خود مجرد است. لزومی ندارد که {\displaystyle C^{op}} رسته ای برآمده از ریاضیات کاربردی معمول باشد. در این صورت از رسته دیگری چون {\displaystyle D} که از نظر رسته‌ای معادل با {\displaystyle C^{op}} باشد استفاده می کنند.
در مواردی که {\displaystyle C} و متضادش {\displaystyle C^{op}} معادل باشند، به آن رسته خود-دوگان گویند.

## تعریف صوری
زبان مقدماتی نظریه رسته‌ها را به عنوان یک زبان مرتبه اول دو-رسته‌ای (به انگلیسی: two sorted) تعریف می‌کنیم که اشیاء و ریخت‌ها رسته‌های مجزای آن بوده، دامنه و هم-دامنه یک ریخت به عنوان روابط روی یک شئ عمل کرده و یک نماد برای ترکیب دو ریخت دارد.
فرض کنید σ یک گزاره در این زبان باشد. دوگان σop را به شرح زیر تعریف می‌کنیم:
1. هر کلمه «مرجع» در σ را با «مقصد» عوض کنید.
2. ترتیب ترکیب شدن ریخت‌ها را عوض کنید. یعنی هر وقوع از {\displaystyle g\circ f} با {\displaystyle f\circ g}

به‌طور غیررسمی، این شرایط اظهار می‌دارند که دوگان یک گزاره، با معکوس کردن پیکانها و ترکیبها ساخته می‌شود.
دوگانگی، مشاهده ایست که σ برای رسته‌ای چون C برقرار است اگر و تنها اگر σop برای Cop صادق باشد.

## مثال
- یک مثال از معکوس کردن جهت نابرابری‌ها در در یک ترتیب جزئی می‌آید؛ بنابراین اگر X یک مجموعه و ≤ یک رابطی ترتیب جزئی باشد، می‌توانیم یک رابطه ترتیب جزئی جدیدِ ≤new را به صورت زیر تعریف کنیم:

x ≤new y اگر و تنها اگر y ≤ x.
این مثال در مورد ترتیب‌ها یک مورد خاص است، چرا که ترتیب‌های جزئی منطبق بر نوع خاصی رسته هستند که در آن‏ Hom(A,B)‎ حداکثر می‌تواند یک عنصر داشته باشد. در کابردهایش در منطق، لذا این شبیه یک توصیف بسیار کلی از نفی به نظر می‌رسد (یعنی اثبات‌هایی که در جهت عکس اجرا می‌شوند). برای مثال اگر متضاد یک مشبکه را بگیریم، خواهیم دید که نقش ملاقات (به انگلیسی: meets) و پیوستن‌ها (به انگلیسی: joins) عوض شده‌است. این فرمی انتزاعی از قوانین دمورگان یا از دوگانگی اعمال شده بر مشبکه هاست.
- حد و هم‌حد مفاهیمی دوگان هستند.